# Perovo (metropolitana di Mosca)
Perovo (in russo Перово?) è una stazione della Metropolitana di Mosca situata sulla Linea Kalininskaja-Solncevskaja. Fu inaugurata il 30 dicembre 1979 insieme all'intero ramo Perovo, a una profondità di nove metri e prende il nome dal quartiere di Mosca Perovo. Gli architetti Nina Aleshina e Volovich adottarono un design a singola arcata con elementi di illuminazione in alluminio. Il design decorativo della stazione è dedicato alle arti popolari russe; le mura sono decorate con clocchi di pietra, e sui portali di ingresso vi sono ancora i motivi originali (opera di L.Novikova e B.Filatov). Le mura sono ricoperte di marmo bianco (in alto) e nero (in basso); il pavimento è ricoperto in granito grigio, nero e marrone.
La stazione ha due uscite, collegate tra loro tramite sottopassaggi al di sotto di viale Zelenyi e via 2° Vladimirskaja. Attualmente, il traffico di passeggeri è abbastanza basso, e si attesta intorno alle 49.300 persone al giorno.